# 陳劍聲
陳劍聲（1949年10月25日—2013年8月19日），原名陈杏葵，广东新会人，生於南京，外號聲姐，粵劇演员。2006年獲香港特區政府頒授榮譽勳章。

## 生平
70年代加入粵劇演出，初期隨譚珊珊師傅學習粵劇，其後，邊演邊學，曾隨馬玉琪、朱慶祥、葉少蘭、王小玲、盧軾、許君漢、韓燕明學藝，經多年苦心學習，成為粵劇女文武生之表表者。後來更蒙慈善伶王「新馬師曾」先生賞識，收為弟子，真傳技藝，聲姐乃「劍新聲劇團」團長，香港八和會館永遠名譽會長，八和會館第28至32屆理事會主席（1997年至2007年），創八和會館連任五屆主席之先河。
2006年獲香港特區政府頒授榮譽勳章。2008年獲選非物質文化遺產國家級粵劇承傳人。
2013年8月19日，陳劍聲於香港養和醫院因癌症病逝，享年63歲。

## 社會公益及粵劇業界服務
- 香港粵劇演員會副理事長
- 1992-1995年: 香港粵劇演員會副會長
- 1995年-: 香港粵劇演員會永遠會長
- 1988-1990年: 香港八和會館理事
- 1992-1994年: 香港八和會館副主席
- 1995年-: 香港戲劇界國慶籌委會主席團成員
- 1997–2005年: 選舉特首選舉委員會委員
- 1997-2007年: 香港八和會館主席 (第28至32屆)
- 1998-2000年: 臨時區域市政局表演藝術顧問
- 1998年-: 香港藝術發展局委員及戲曲小組委員會主席
- 1999年-: 雅研社委員
- 1999年-: 香港同胞慶祝國慶籌委會委員暨香港文化藝術界慶祝國慶籌委會委員
- 2000年-: 鑪峰樂苑副主席
- 2004-2007年: 葵青區文藝協進會藝術顧問
- 2004年5月1日-2008年4月30日: 粵劇咨詢委員會委員
- 2005年-: 傳媒智能中心義務顧問
- 2005年5月-: 龍濤藝術家協會藝術顧問
- 2006年11月3日: 香港新光粵曲藝術促進會名譽副會長
- 2006年7月1日: 獲香港特區政府頒授榮譽勳章 M. H.
- 2006年11月: 澳門和聲戲劇曲藝會名譽會長
- 2006年-: 澳門粵劇曲藝總會藝術顧問
- 2006年12月-2008年10月: 康文署演藝小組(中國傳統表演藝術)主席
- 2006年12月: 中國文聯第八屆全國委員會委員
- 2007年10月: 廣東佛山粵劇曲藝促進會名譽主席
- 2007年8月1日-2009年7月31日: 粵劇發展基金執行委員會委員
- 2007年-: 香港八和會館永遠名譽會長
- 2008年: 獲選非物質文化遺產國家級粵劇承傳人